# Aram Asaterian
Aram Asatryan (Armeens: Արամ Ասատրյան) (Etsjmiadzin , 3 maart 1953 – Oshakan (Aragatsotn), 7 november 2006) was een Armeens popzanger en songwriter.

## Leven en werk
Aram Asatryan was de zoon van Hapet Asatryan en Ashken Mampreyan. Hij werd geboren in een vluchtelingenfamilie. Al op jonge leeftijd was hij bezig met zingen. In 1985 vormde hij een band. Zijn mede-bandleden waren Levon Abryamyan, Khatchik Sahakyan, Souren Gasparyan en Simon Sisoyan. Hij werd wereldberoemd door zijn stem en de stijl van zijn muziek. Hij zong liederen over Armenië, over Armeniërs en andere etnische groepen. Tijdens de oorlog om Nagorno-Karabach, schreef en zong hij liederen voor soldaten en burgers om hen moreel te steunen. 
Aram heeft veel optredens gegeven in Azië, Europa, Rusland, Midden-Oosten en in vele andere Armeense steden. In totaal heeft hij meer dan 500 liederen geschreven en hij maakte veel wereldtournees. Hij ontving regelmatig prijzen en één ervan is de Gusan Prijs die hij ontving van het Armeense Muziekministerie. Een deel van zijn leven heeft hij doorgebracht in Amerika. Hij had drie zonen en een dochter.

## Dood
Aram Asatryan stierf onverwacht aan een hartaanval. Hij was in Armenië bij een doopceremonie waar hij de peetoom was van een Armeense dopeling. De dodelijke hartaanval was op 7 november 2006 rond 19.00 uur (lokale tijd). Tijdens zijn begrafenis op 12 november in Echmiadzin waren zijn familie en vele vrienden en fans aanwezig. Heel de natie nam afscheid van hem. Hij werd al tijdens zijn leven beschouwd als de beste Armeense popzanger van de moderne tijd en ook als dé “stem van Armenië”.
Aram was enkele dagen voor zijn dood teruggekeerd naar Armenië om een tournee te beginnen door Rusland en Europa.  Enkele maanden voor de dood van Aram Asatryan was zijn zoon betrokken bij een auto-ongeluk waarbij hij om het leven kwam met zijn neef. Zijn zoon was 30 jaar oud. Door de dood van Arams zoon kwam Aram in een depressie terecht.

## Discografie
- Mer Hayrenik (1990)
- The Best (1991)
- Ankakh Hayastan (1992)
- Music with Duduk  (1993)
- Indz Hamar (1993)
- Puch Ashkhar (1993)
- Nayir Ashkharin (1994)
- Azat Hayastan (1995)
- Hay Es Du (1996)
- The Golden Album (1997)
- Super Dance (1998)
- In Los Angeles (1998)
- Et Dardzek Tariner (1999)
- 10 Tari Bemum (1999)
- Aram Asatrian (2000)
- Self Titled (2000)
- The Very Best (2000)
- Re Mi-X (2000)
- Asem, Te Chasem (2001)
- Im Yerke (2001)
- Skizb (2002)
- Sweet Memories (2002)
- The Best of 1989-2002 (2003)
- Du Ashkhar Yekar (2003)
- Aram Asatryan & Friends: 50 Golden Years (2003)
- Anund (2005)
- Aram Asatryan Hamalir: Live Concert in Armenia (2005)
- Aram Asatryan, Artash Asatryan, Tigran Asatryan- My Sons (2006)